# Pere Pena i Jové
Pere Pena i Jové   (Seròs, 1962)Pere Pena i Jové (Seròs, Segrià, 1962) és un poeta català. Es va doctorar en literatura espanyola amb un estudi sobre l'obra poètica de José Agustín Goytisolo. Ha treballat de professor de llengua i literatura castellana a l'ensenyament secundari. Endemés d'un poemari ha fet un estudi sobre la situació dels alumnes de secundària.
A més, durant les Eleccions Municipals del maig de 2015 va manifestar el seu suport envers la Candidatura d'Unitat Popular a Lleida (Crida per Lleida-CUP).

## Obres
- Plom a les ales (Editorial 3i4. 2002) (Premi Vicent Andrés Estellés de poesia).[1]
- Generació L: els fills de la reforma educativa (Editorial Proa, 2005).
- Tanta Terra. (Llibres del segle, 2014, Premi Màrius Torres de poesia, 2013).